# Champvoux
Champvoux är en kommun i departementet Nièvre i regionen Bourgogne-Franche-Comté i de centrala delarna av Frankrike. Kommunen ligger i kantonen La Charité-sur-Loire som tillhör arrondissementet Cosne-Cours-sur-Loire. År 2022 hade Champvoux 285 invånare.

## Befolkningsutveckling
Antalet invånare i kommunen Champvoux
| Referens: INSEE |